# Зоврети
Зоврети (груз. ზოვრეთი) — село в Грузии, на территории Зестафонского муниципалитета края (мхаре) Имеретия.

## География
Село находится в западной части Грузии, в долине реки Дзусы, на расстоянии приблизительно 6 километров (по прямой) к северу от города Зестафони, административного центра муниципалитета. Абсолютная высота — 256 метров над уровнем моря.

## Население
По результатам официальной переписи населения 2014 года, в Зоврети проживало 1513 человек (729 мужчин и 784 женщины). В национальной структуре населения грузины составляли 99,7 %, русские — 0,2 %.
| Год  | Население, человек |
| ---- | ------------------ |
| 2002 | 2097               |
| 2014 | ↘ 1513             |